# Honggu

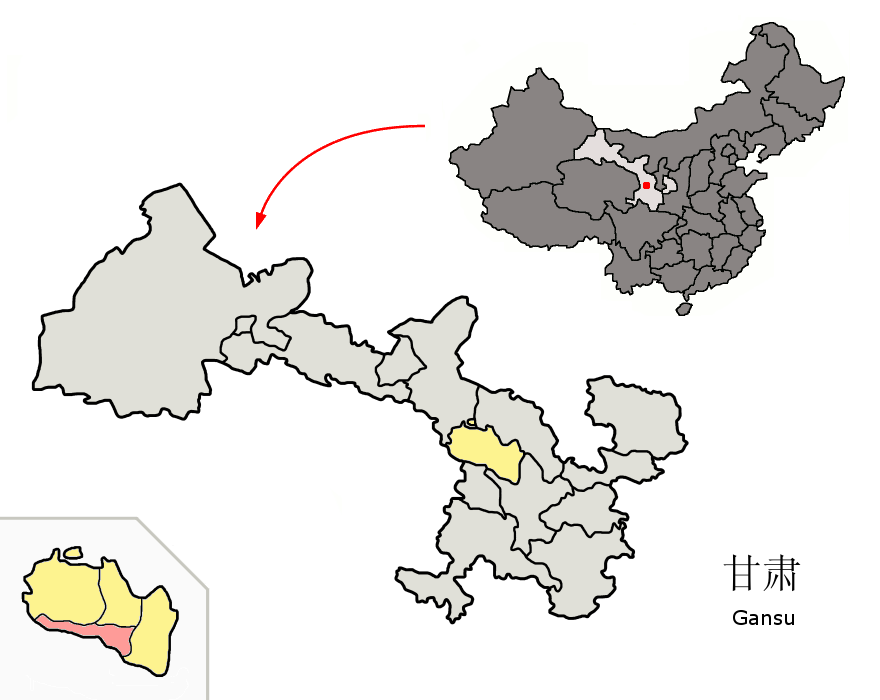
Lage des Gebietes der fünf Stadtbezirke (rosa) von Lanzhou (gelb) in Gansu

Der Stadtbezirk Honggu (chinesisch 红古区, Pinyin Hónggǔ Qū) gehört zum Verwaltungsgebiet der bezirksfreien Stadt Lanzhou, der Hauptstadt der chinesischen Provinz Gansu. Honggu hat eine Fläche von 519,6 km² und zählt 142.300 Einwohner (Stand: Ende 2018). 